# Milejewo
Milejewo (deutsch Trunz) ist ein Dorf im Powiat Elbląski (Elbinger Kreis) in der polnischen Woiwodschaft Ermland-Masuren. Das Dorf ist Sitz der gleichnamigen Landgemeinde mit etwa 3400 Einwohnern.

## Geographie
Das Kirchdorf liegt im ehemaligen Westpreußen, etwa 17 Kilometer nordöstlich von Elbing in der Moränenlandschaft  Elbinger Höhe (Wysoczyzna Elbląska), auch Trunzer Berge genannt. Höchster Punkt des Ortes ist der Butterberg (Milejewska Góra)  mit 196,9 m n.p.m. Höhe.

## Geschichte

Trunz, nordnordöstlich von Elbing und südlich von Tolkemit, auf einer Landkarte von 1910

Das Dorf  entstand unter dem Namen Trunz im Zuge der mittelalterlichen deutschen Ostsiedlung. Am 22. November 1320 übertrug der Komtur Hermann von Elbing einem Martin das Schulzenamt und die Pflichten des Lokators in Trunz und Königshagen.
Als die Herrschaft des Deutschen Ordens zu Ende ging (Schlacht bei Tannenberg), ging auch eine lange Periode des Wachstums und Friedens zu Ende. Die folgenden Jahrhunderte waren von mehreren kriegerischen Auseinandersetzungen geprägt, unter anderem in den schwedisch-polnischen Kriegen, im Nordischen Krieg und im Siebenjährigen Krieg. Um 1785 war Trunz eine Eigentumsortschaft der Stadt Elbing mit 44 Feuerstellen (Haushaltungen).
Im Jahr 1945 gehörte die Landgemeinde Trunz zum Landkreis Elbing im Reichsgau Danzig-Westpreußen im Regierungsbezirk Danzig des Deutschen Reichs. Trunz war Sitz des Amtsbezirks Trunz.
Gegen Ende des Zweiten Weltkriegs wurde die Region im Frühjahr 1945 von der Roten Armee  besetzt. Anschließend wurde Trunz zusammen mit der gesamten südlichen Hälfte Ostpreußens von der Sowjetunion besatzungsrechtlich der Volksrepublik Polen zur Verwaltung überlassen. Die Polen führten für Trunz die Ortsbezeichnung Milejewo ein. In der Folgezeit  wurde die deutsche Bevölkerung  von der örtlichen polnischen Verwaltungsbehörde  aus Trunz vertrieben.
Heute gibt es in dem Dorf ein Gymnasium und zwei Bibliotheken.

### Bevölkerungsentwicklung  bis 1946
| Jahr | Einwohner | Anmerkungen |
| ---- | --------- | ----------- |
| 1817 | 381       | [ 2 ]       |
| 1852 | 640       | [ 3 ]       |
| 1933 | 751       | [ 4 ]       |
| 1939 | 661       | [ 4 ]       |

## Kirche

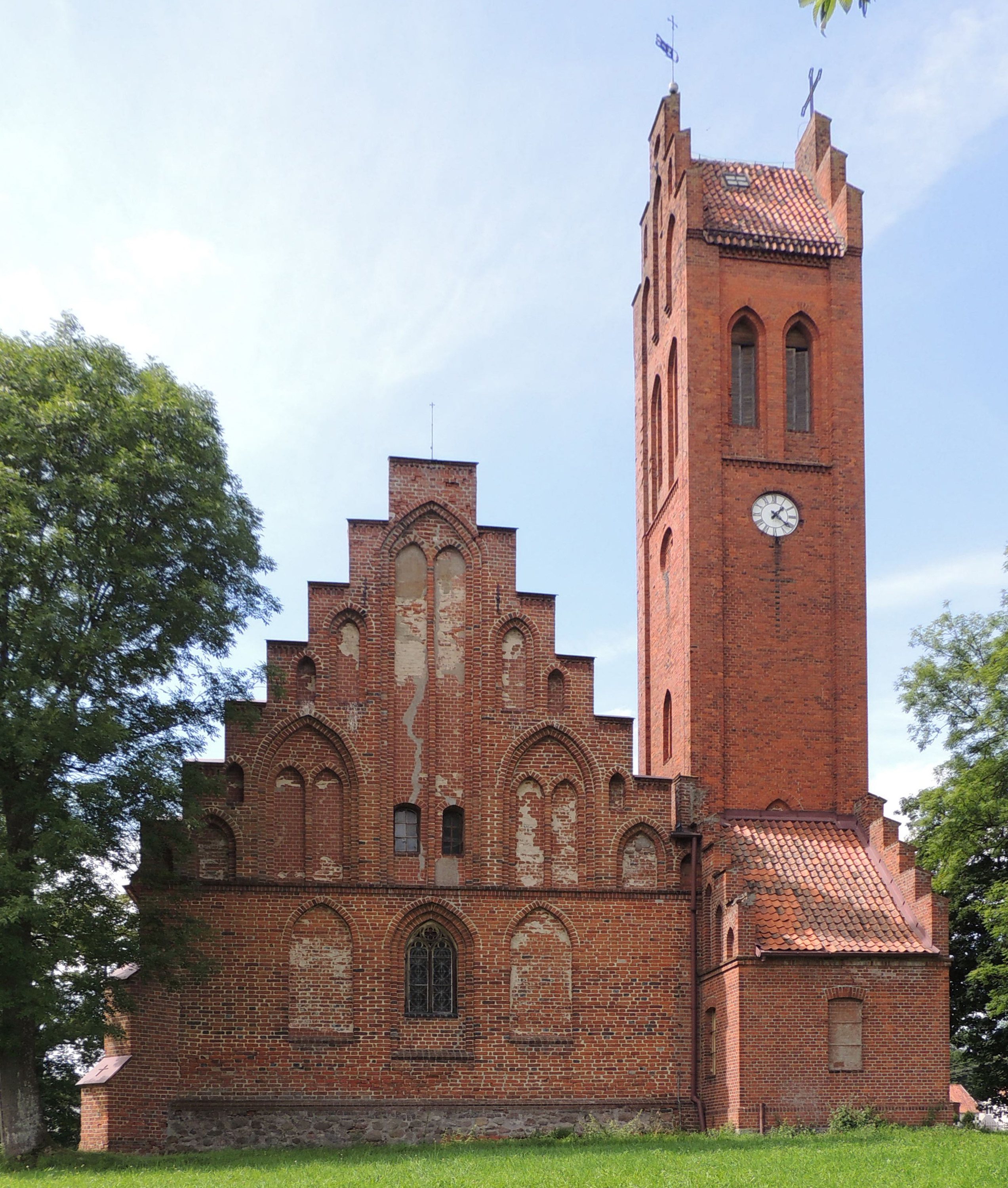
Dorfkirche, bis 1945 Gotteshaus der evangelischen Pfarrgemeinde Trunz

Die Pfarrkirche von Trunz ist ein einschiffiges Backsteingebäude, gebaut Anfang des 14. Jahrhunderts. Nach der Reformation war sie das Gotteshaus der evangelischen Gemeinde. Der Nordturm auf der Nordseite wurde 1856–1860 hinzugefügt, von einem 1389 geweihten Altar existieren noch sechs hölzerne Apostelfiguren.
Die Dorfkirche, die zuvor der evangelischen Pfarrgemeinde Trunz als Gotteshaus gedient hatte, wurde 1945 zugunsten der Römisch-katholischen Kirche in Polen zwangsenteignet.
Die seit 1945 anwesende polnische Dorfbevölkerung ist größtenteils römisch-katholisch.

## Verkehr
Bis 1945 verlief die Reichsstraße 1 (heute: Droga wojewódzka 504) durch den Ort.

## Gmina Milejewo
Milejewo ist Sitz einer Landgemeinde mit etwa 3400 Einwohnern.

## Persönlichkeiten
- Christoph Porsch (1652–1713), Pfarrer in Trunz.
- Reinhard Bonnke (1940–2019), Evangelist und Missionar nach Afrika. Gründer der CfaN (Christus für alle Nationen).
- Mateusz Zięba (* 1989), Beachvolleyballspieler